# Chilodiplus yadhaykenu
Chilodiplus yadhaykenu är en skalbaggsart som beskrevs av Peter Geoffrey Allsopp 1993. Chilodiplus yadhaykenu ingår i släktet Chilodiplus och familjen Melolonthidae. Inga underarter finns listade i Catalogue of Life.